# کری یوئن
کُری یوئن (انگلیسی: Corey Yuen؛ ‏ زادهٔ ۱۵ فوریه ۱۹۵۱ - درگذشتهٔ ۲۰۲۲) کارگردان فیلم، بازیگر، طراح رقص و فیلم‌نامه‌نویس اهل هنگ کنگ بود.
از فیلم‌هایی که وی در آن نقش داشته است، می‌توان به خشم اژدها، جوانک تبتی، بوکسور سنگدل، هاپکیدو، افسانه ۲، بادیگاردی از پکن، جکی و خون‌آشامان ۲ و برادر خوبم دودو اشاره کرد.

## گزیده آثار کارگردانی
- نینجا در قلمرو اژدها (۱۹۸۲)
- بله، بانو (۱۹۸۵)
- نه عقب‌نشینی، نه تسلیم (۱۹۸۶)
- نه عقب‌نشینی، نه تسلیم ۲ (۱۹۸۷)
- همیشه اژدها (۱۹۸۸)
- شلیک مستقیم او (۱۹۹۰)
- همه چیز برای برنده (۱۹۹۰)
- شرط‌بندی برتر (۱۹۹۱)
- ناجی روح (۱۹۹۱)
- ناجی روح ۲ (۱۹۹۲)
- افسانه
- افسانه ۲ (۱۹۹۳)
- بادیگاردی از پکن (۱۹۹۴)
- پدرم قهرمان است (۱۹۹۵)
- مبارزان (۲۰۰۱)
- ترانسپورتر (۲۰۰۲)
- جکی و خون‌آشامان ۲ (۲۰۰۴)
- زنده یا مرده (۲۰۰۶)